# Riley McGown
Riley McGown (* 11. Mai 1996) ist ein australischer Mittelstreckenläufer, der sich auf den 800-Meter-Lauf spezialisiert hat.

## Sportliche Laufbahn
Erste internationale Erfahrungen sammelte Riley McGown im Jahr 2023, als er bei den Weltmeisterschaften in Budapest mit 1:48,83 min in der ersten Runde über 800 Meter ausschied.
2023 wurde McGown australischer Meister im 800-Meter-Lauf.

## Persönliche Bestzeiten
- 800 Meter: 1:46,08 min, 11. März 2023 in Sydney